# Globba glandulosa
Globba glandulosa är en enhjärtbladig växtart som beskrevs av Henry Nicholas Ridley. Globba glandulosa ingår i släktet Globba och familjen Zingiberaceae. Inga underarter finns listade i Catalogue of Life.